# Krakovec
Krakovec (dříve též Krkavec či Červený zámek, německy Rotschloß) je obec v jižní části okresu Rakovník, 11 km jihozápadně od Rakovníka. V obci, která zahrnuje i ves Zhoř, žije ve 20 domech 69 obyvatel, zbylých 39 domů je využíváno chalupáři. Dominantou vsi je zřícenina středověkého hradu Krakovec, na němž před svým odchodem do Kostnice pobýval Mistr Jan Hus.

## Historie
První písemná zmínka o vsi Krakovec je z roku 1370.

### Územněsprávní začlenění
Dějiny územněsprávního začleňování zahrnují období od roku 1850 do současnosti. V chronologickém přehledu je uvedena územně administrativní příslušnost obce v roce, kdy ke změně došlo:
- 1850 země česká, kraj Praha, politický i soudní okres Rakovník[5]
- 1855 země česká, kraj Praha, soudní okres Rakovník
- 1868 země česká, politický i soudní okres Rakovník
- 1939 země česká, Oberlandrat Kladno, politický i soudní okres Rakovník[6]
- 1942 země česká, Oberlandrat Praha, politický i soudní okres Rakovník[7]
- 1945 země česká, správní i soudní okres Rakovník[8]
- 1949 Pražský kraj, okres Rakovník[9]
- 1960 Středočeský kraj, okres Rakovník
- 2003 Středočeský kraj, obec s rozšířenou působností Rakovník

### Rok 1932
V obci Krakovec (přísl. Zhoř, 325 obyvatel) byly v roce 1932 evidovány tyto živnosti a obchody: cihelna, 2 hostince, kovář, lihovar, mlýn, obchod s lahvovým pivem, řezník, obchod se smíšeným zbožím, 2 trafiky, velkostatek Černý.

## Části obce
Obec Krakovec se skládá ze dvou částí, které leží v katastrálním území Krakovec u Rakovníka:
- Krakovec
- Zhoř

## Doprava
Dopravní síť
- Pozemní komunikace – Do obce vede silnice III. třídy.

Veřejná doprava 2011
- Autobusová doprava – V obci měla zastávku autobusová linka Rakovník-Lubná-Krakovec-Slabce (v pracovních dnech 6 spojů) (dopravce ANEXIA s. r. o.). O víkendu byla obec bez dopravní obsluhy.

## Pamětihodnosti
- hrad Krakovec a hradní most
- Kaple svatého Antonína Paduánského

## Galerie

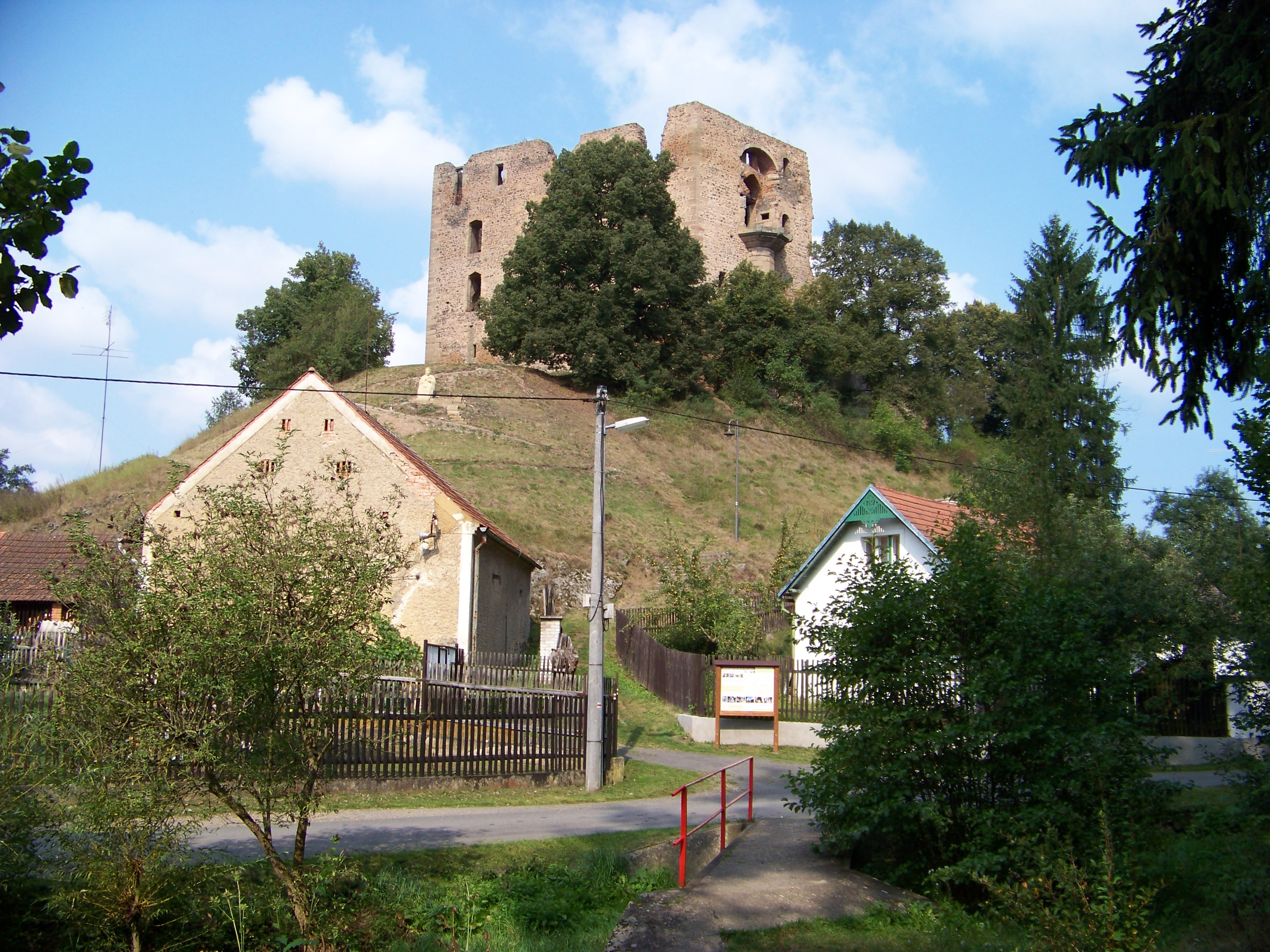
Hrad Krakovec
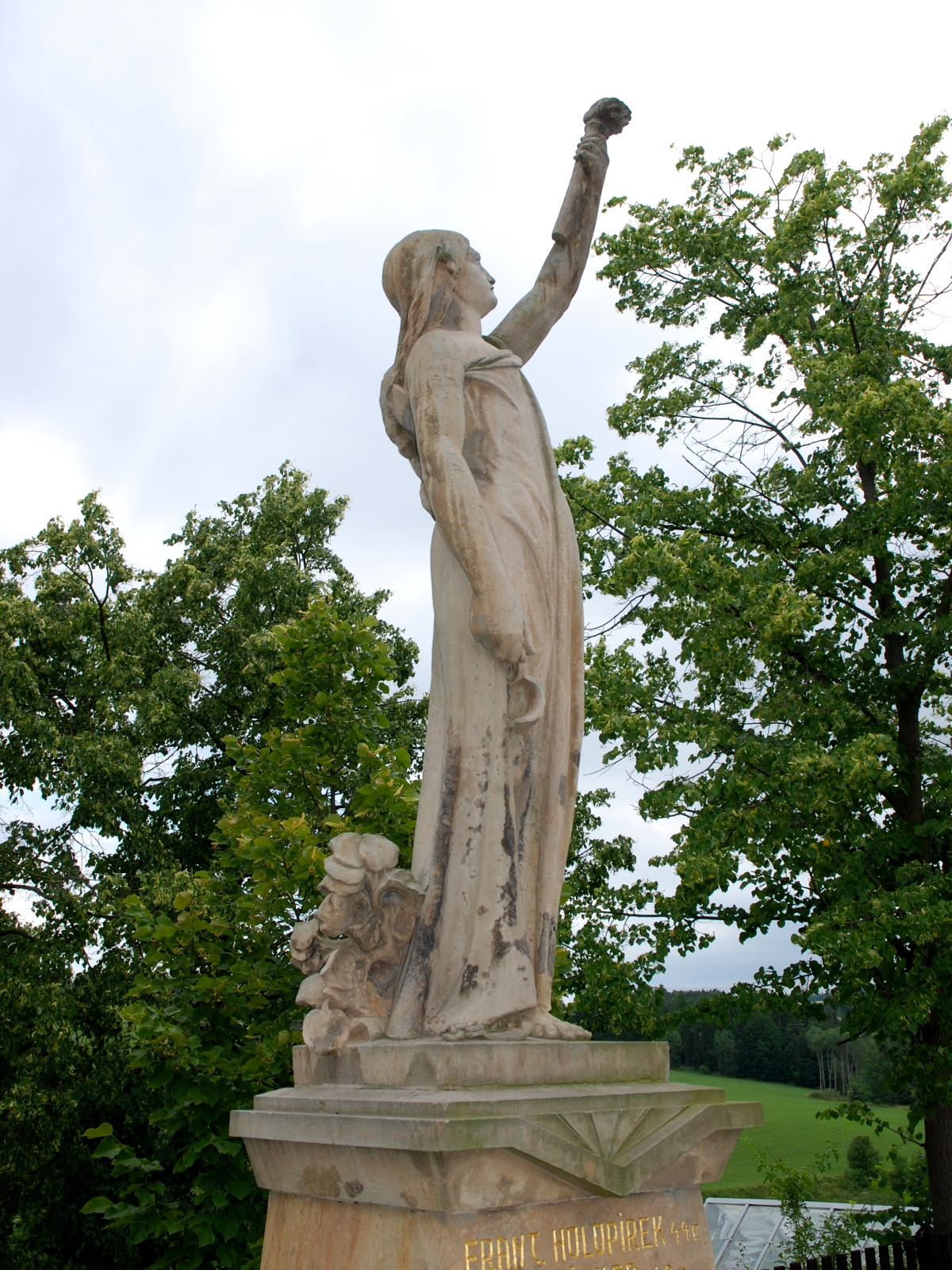
Památník padlým 1. světové války
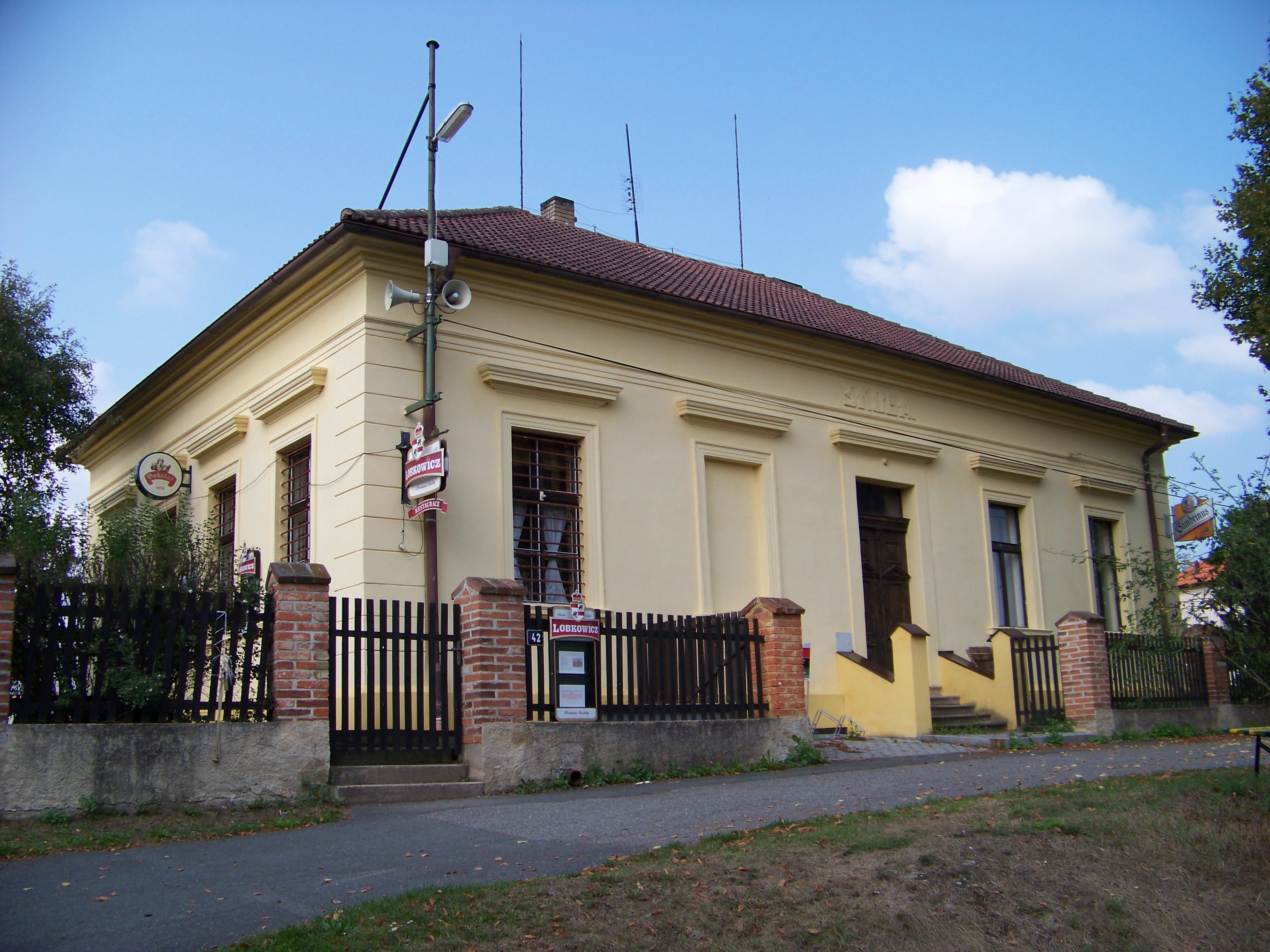
Škola a restaurace U Hradu
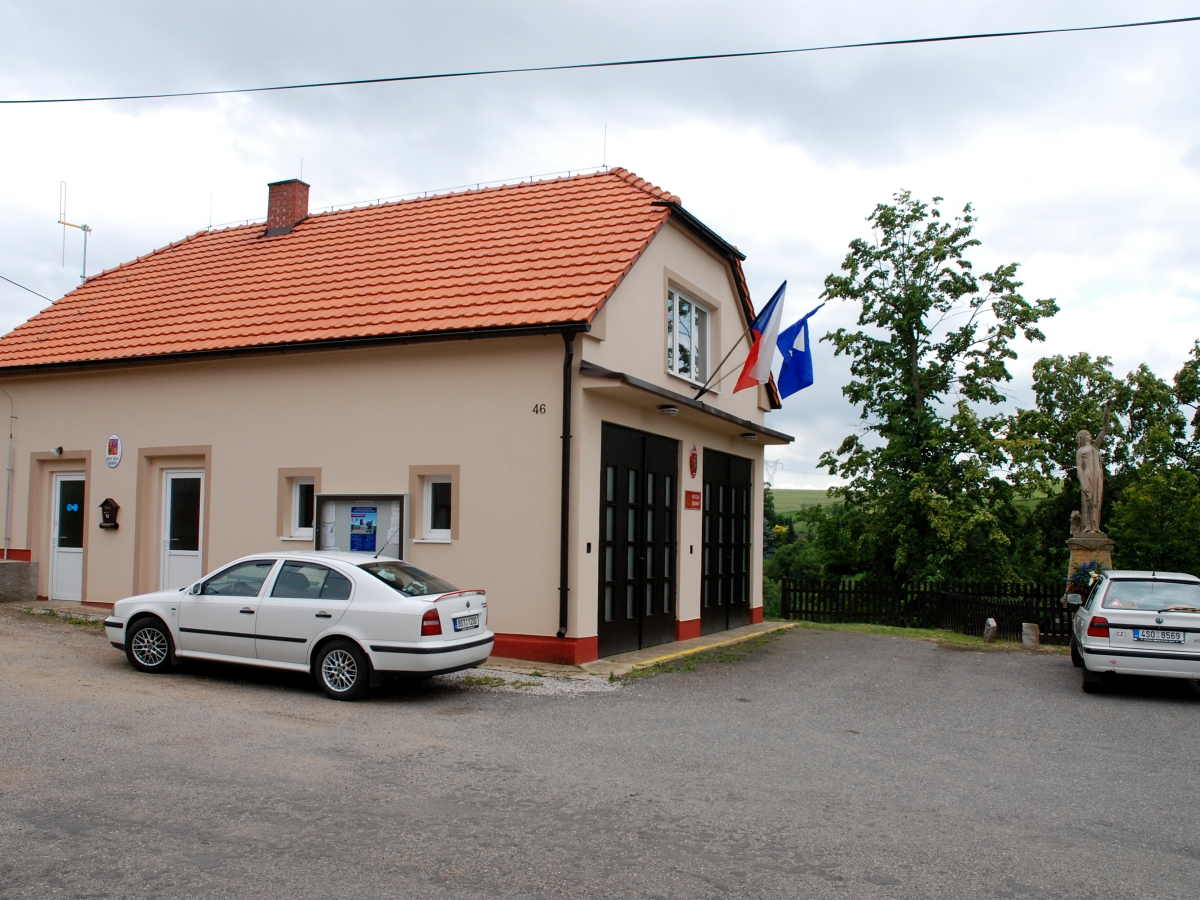
Obecní úřad, hasičská zbrojnice a socha svobody